# Ichneumon fuscicornis
Ichneumon fuscicornis là một loài tò vò trong họ Ichneumonidae.